# Церковь Святой Троицы (Троице-Сельцы)
Церковь Святой Троицы — православный храм в деревне Троице-Сельцо городского округа Мытищи Московской области. Существует с XVI века, в кирпиче сооружён в 1849 году. Относится к Мытищинскому благочинию Сергиево-Посадской епархии Русской православной церкви. 
При церкви находится Троицкое кладбище площадью 5 га.

## История
С церковью Святой Троицы связаны первые упоминания о селе Сельцы в писцовых книгах 1585 года. В писцовой книге за 1624 год написано: «Вотчина Великого Государя Святейшего Патриарха Филарета Никитича Московского и Всея Руси село Троицкое, а Сельцы тож, На речке Уче, а в нём церковь Живоначальные Троицы древян клетцки, а в ней образы, и свечи, и книги, и на колокольнице колоколы…» Церковь и строения церковного причта стояли на патриаршей земле.
Согласно исследованиям доктора исторических наук, археолога Алевтины Алексеевны Юшко (род. 1935), одним из старинных митрополичьих владений в окрестностях Москвы с XIV века была волость Сельца и Качалка. Кроме земель митрополитов, она включала и земли, принадлежавшие митрополичьим слугам. В XIV веке, отмечает историк, территория волости была больше, чем в XV веке, когда здесь уже появились боярские владенья. Волость Сельца и Качалка располагалась в бассейне рек Учи и Раздерихи. Центром волости являлись сёла Сельцы (Троица), на высоком холме в междуречье, и Качалка, село, исчезнувшее уже в XV веке. В Сельцах находился двор, окружённый служебными постройками; здесь делали остановку во время выездов патриархи Русской Православной Церкви.

Кирпичный храм построен в 1849 году. Фото 2015 года

В 1843 году по причине ветхости деревянная церковь была сломана, на её месте возник пруд, сохранившийся доныне. Кладбище, находившееся в XVI—XVIII веках вокруг церкви, по состоянию на 2015 год застроено сельскими домами и постройками, владельцы которых при ископании колодцев обнаруживают останки древних захоронений. Ныне существующая каменная церковь в стиле ампир заложена 10 января 1822 года, построена и освящена частями в 1843—1849 годах. Четверик основного объёма храма увенчан купольной ротондой с высокими окнами, имеющими полукруглые завершения. Боковые фасады оснащены пилястрами и полукруглыми углублениями. С востока к четверику прилегает полукруглая в плане апсида, с запада — широкая трапезная с приделами и двухъярусная колокольня.
В деревне к XXI веку сохранился дом дьякона, построенный в 1902 году, в советское время в нём находился сельский клуб. В 1990-х годах дом передан местной администрацией церковной общине.
В 1938 году храм в Троице-Сельцы был закрыт, использовался совхозом для хранения зерна, картофеля, удобрений, фуража. Некоторое время его пытались приспособить под сельский клуб для показа кинофильмов.

## Современность
В 1980-х годах в Церкви Святой Троицы обосновалось «товарищество с ограниченной ответственностью МАРТ». Хозяйствующий субъект занялся в храме производством изделий из пластмасс, для чего внутри церкви, растесав южный дверной проём, было установлено около десятка многотонных станков, вакуумная установка, сушильная камера. С северной части храма было прикопано две цистерны для слива масла, с южной стороны установлена компрессорная. Под стены был подсыпан грунт, из-за чего цоколь и часть кирпичной кладки оказались под землёй, а стены, впитывающие влагу, начали под её воздействием быстро разрушаться, а роспись осыпаться, затем её за ненадобностью вовсе сбили. Из-за проводки газовых магистралей вблизи храма и насыпки дорог с северной, западной и южной сторон, подклет оказался в котловане и затоплялся в весеннюю и осеннюю распутицу.
Летом 1993 года полуразрушенный храм был возвращён Русской Православной Церкви. Восстановление церкви проходило под началом её бессменного настоятеля, протоиерея, о. Димитрия Дубинина. С 1996 года при храме открылась воскресная школа. С августа 1998 ежемесячно издается приходская газета «К Свету».
В марте-апреле 2008 года завершена реконструкция внутренней части колокольни, заменены несущие элементы и кровля зимнего храма.
21 сентября 2008 года, в день празднования Рождества Пресвятой Богородицы, храм в Троице-Сельцы отметил 15-летие возобновления богослужений.